# Notocolpodes commistus
Notocolpodes commistus is een keversoort uit de familie van de loopkevers (Carabidae). De wetenschappelijke naam van de soort werd voor het eerst geldig gepubliceerd in 1985 door Pierre Basilewsky.